# Ibrahima Kébé (pintor)

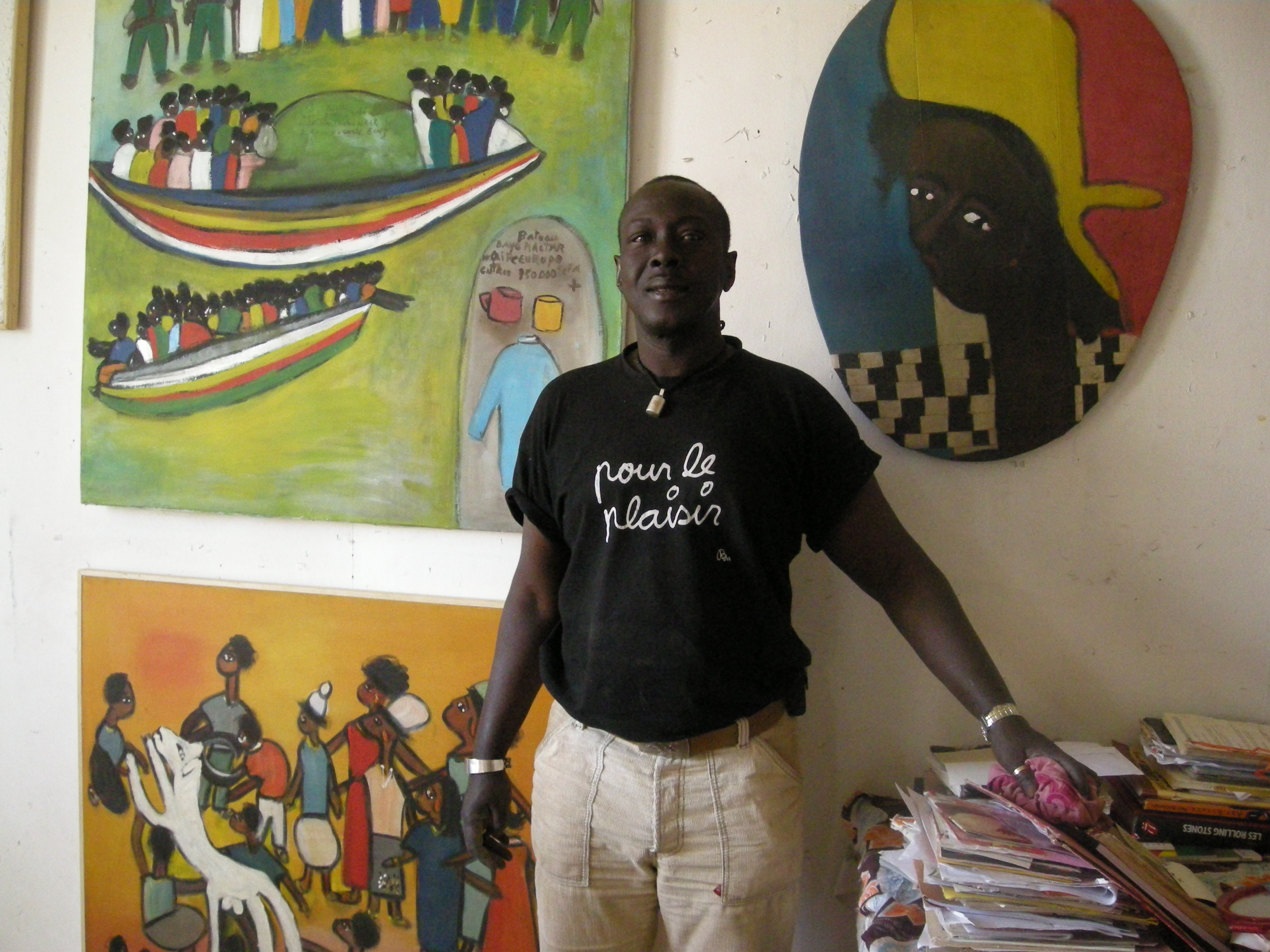
La tragédie du Joola

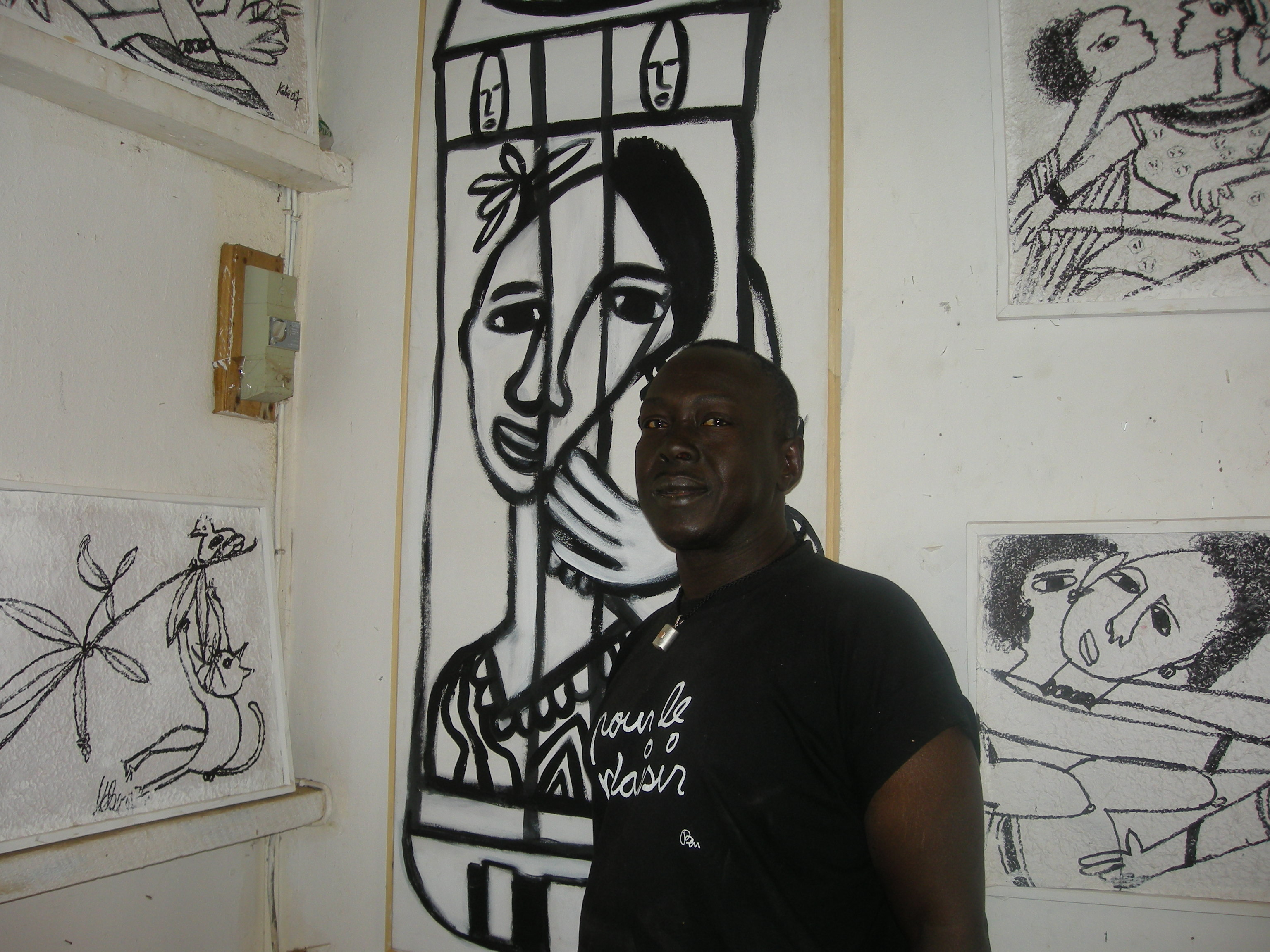
Black and white works

Ibrahima Kébé (Kaolack, 2 de octubre de 1955-Dakar, 8 de septiembre de 2019) fue un pintor senegalés soninké.

## Biografía
Pasó casi toda su vida en Dakar, donde estudió en su Escuela de Bellas Artes y vivió hasta su muerte en el Village des Arts de Dakar.
Su obra se centraba en la vida cotidiana, la exhibió en varias exposiciones de Senegal, Bélgica o Alemania.